# Бодешти (Јаши)
Бодешти (рум. Bodești) насеље је у Румунији у округу Јаши у општини Скантеја. Oпштина се налази на надморској висини од 192 m.

## Становништво
Према подацима из 2002. године у насељу је живело 408 становника, од којих су сви румунске националности.